# Carlos Carrillo Arenas
Carlos Alberto Carrillo Arenas (Bogotá, siglo XX), es un diseñador industrial, académico, investigador y político colombiano. Fue concejal de Bogotá y precandidato a la alcaldía de dicha ciudad. Desde marzo de 2024 es el director de la Unidad Nacional de Gestión del Riesgo de Desastres en el gobierno de Gustavo Petro.

## Biografía
Carrillo es diseñador industrial de la Universidad Nacional de Colombia. Tiene una maestría en diseño de la Universidad de Donghua - Shanghái.
Carrilllo se dio a conocer a la opinión pública en el año 2016 cuando presentó un informe en el diario El Espectador junto a la investigadora Juana Afanador, en el que develaban que el entonces alcalde de Bogotá, Enrique Peñalosa, no tenía el doctorado que decía tener en la biografía que aparecía en sus libros. Más adelante Carrillo y Afanador encontraron que Peñalosa tampoco había cursado una maestría como lo aseguraba. Desde entonces Carrillo se caracterizó por ser uno de los más férreos opositores de Peñalosa y uno de los promotores de su revocatoria.
Carrilo es frecuente panelista invitado para discutir de temas políticos nacionales en programas de televisión y de radio como Voces RCN y Zona Franca.

## Trayectoria política

### Concejal de Bogotá
Carrillo fue concejal de Bogotá electo para el periodo 2020 - 2023 por el partido de izquierda Polo Democrático Alternativo, desde el cabildo fue un férreo crítico de la gestión de la alcaldesa Claudia López.
En 2022 aspiraba a ser nuevamente concejal pero por diferencias en como se organizaba la lista de los aspirantes por parte de directivos de su partido como Jaime Dussán, renunció a tal posibilidad. Tras estos hechos lanzó su precandidatura a la alcaldía de Bogotá como candidato del PDA dentro de la coalición Pacto Histórico sometiendose a un sistema de selección por medio de encuesta, en la que triunfó el candidato Gustavo Bolívar, Carrillo junto con la otra precandidata Heidy Sánchez presentaron su respaldo a Bolívar quien resultó tercero en la contienda.

### Director de UNGRD
Carrillo fue nombrado por el presidente Gustavo Petro en marzo de 2024 como Director de la Unidad Nacional de Gestión del Riesgo de Desastres, tras la salida de Olmedo López quien en su gestión terminó renunciando debido a aparentes irregularidades en la contratación de carrotanques para proveer de agua potable a la población de La Guajira. Carrillo aceptó el cargo con la encomienda de detectar y eliminar las prácticas de corrupción al interior de la entidad y ante las críticas de la oposición que cuestionaron que Carrillo no tuviera la experiencia para asumir dicho cargo.

El 20 de marzo de 2025 fue condecorado con el premio “José Eustacio Rivera”, máxima distinción del departamento del Huila. Este fue entregado por el gobernador Rodrigo Villalba, en razón al destacado trabajo del director de la UNGRD en el departamento. 